# Rede zur Lage der Union

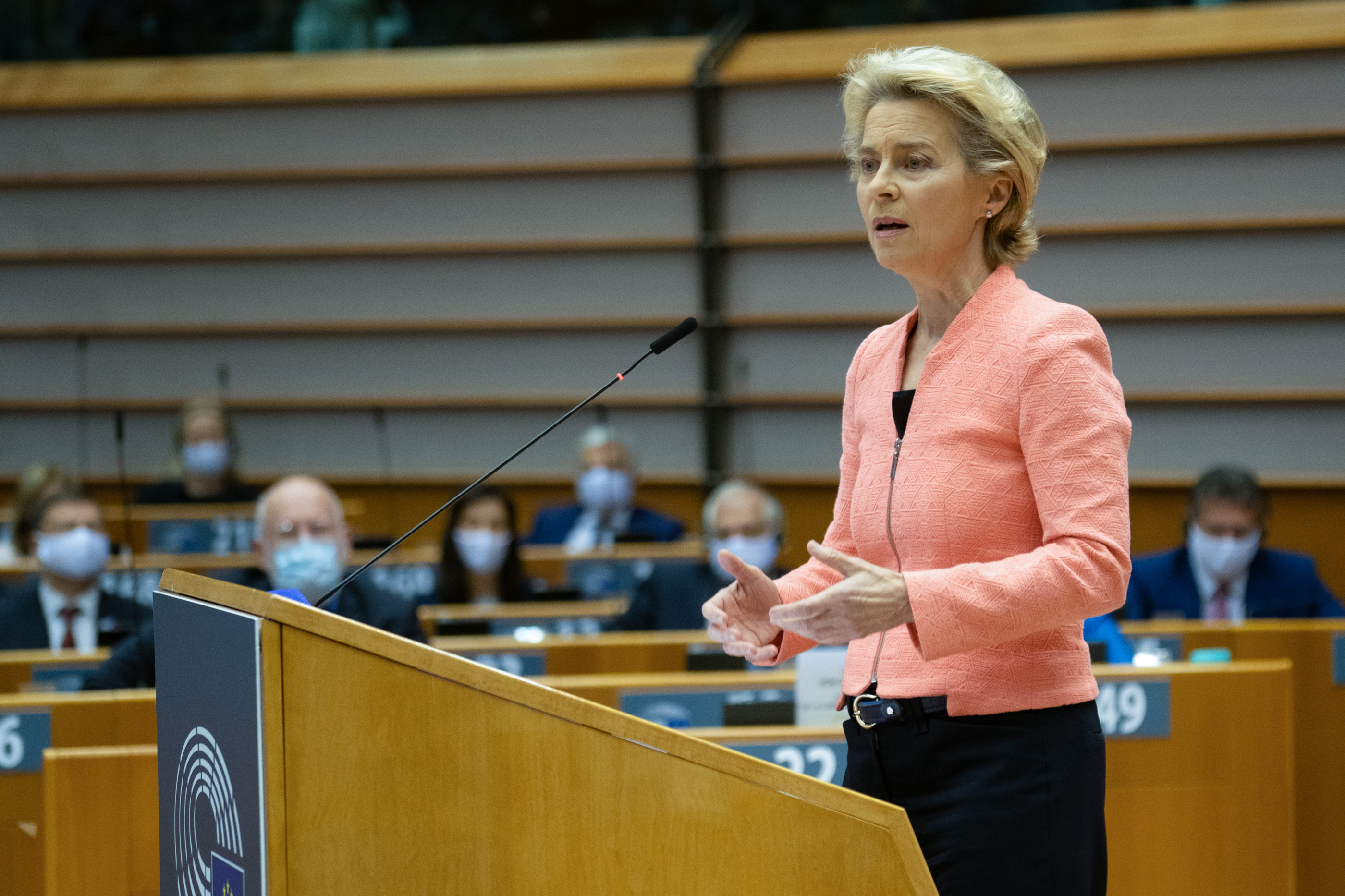
Kommissionspräsidentin Ursula von der Leyen bei ihrer Rede zur Lage der Europäischen Union im Jahr 2020

Die Rede zur Lage der Union, englisch State of the European Union (SOTEU) in Anlehnung an die State of the Union Address, die Rede des US-amerikanischen Präsidenten, ist eine jährlich stattfindende Rede des Präsidenten der Europäischen Kommission vor der Plenarsitzung des Europäischen Parlaments. Die Rede soll die Arbeit der EU-Kommission bekannter und transparenter machen.

## Hintergrund
Nach dem Vorbild der Rede zur Lage der Nation des Präsidenten der Vereinigten Staaten wurde sie 2009 als Teil einer neuen Kommunikationsstrategie der Europäischen Kommission eingeführt und erstmals 2010 von Kommissionspräsident Manuel Barroso gehalten.
Die Rede wird live durch Europe by Satellite und EuroparlTV übertragen.

## Reden von José Manuel Barroso

### 2010
Die erste Rede zur Lage der Union wurde am 7. September 2010 von Manuel Barroso gehalten. Mehr als zwei Drittel der ihm zustehenden Zeit befasste er sich mit wirtschaftlichen Themen. Die restliche Zeit nutzte er, um über Sicherheitspolitik, Umwelt und Grundrechte zu sprechen.

### 2011
In seiner zweiten Rede zur Lage der Union vom 28. September 2011 zeigte sich Barroso kämpferisch und erlangte durch Aussagen wie „Griechenland ist und bleibt ein Mitglied des Euroraums“ großen Beifall im Parlament.

### 2012
2012 hielt er seine Rede am 12. September 2012, in der einen Bund der Nationalstaaten forderte und Vorschläge für eine Vertiefung der Wirtschafts- und Währungsunion ankündigte.

### 2013
2013 wurde die Rede am 11. September gehalten.

## Reden von Jean-Claude Juncker

### 2015
Die erste Rede zur Lage der Union von Kommissionspräsident Jean-Claude Juncker wurde am 9. September 2015 unter dem Titel „Zeit für Ehrlichkeit, Einigkeit und Solidarität“ in Straßburg gehalten. Darin äußerte er sich zu den Themen Flüchtlingskrise in Europa 2015, Griechenland in der Eurokrise, Verbleib des Vereinigten Königreichs in der Union, TTIP, Ukrainekrise sowie die Umwelt.

### 2016
Die Rede mit dem Titel „Hin zu einem besseren Europa – Einem Europa, das schützt, stärkt und verteidigt“ wurde am 14. September 2016 in Straßburg gehalten.

### 2017
Seine dritte Rede zur Lage der Union hat Juncker am 13. September 2017 gehalten. Er sprach abwechselnd in Englisch, Französisch und Deutsch über die Prioritäten des kommenden Jahres und seiner Vision für eine stärkere und demokratischere Union bis 2025.

### 2018
Jean-Claude Junckers letzte Rede zur Lage der Union hielt er am 12. September 2018. Er sprach abwechselnd in Französisch und Deutsch.

## Reden von Ursula von der Leyen

### 2023
„EU-Kommissionspräsidentin Ursula von der Leyen will Europas Industrie stärker bei der Dekarbonisierung der Wirtschaft unterstützen. ‚Wir haben die Klimaagenda zu einer wirtschaftlichen Agenda weiterentwickelt‘, sagte sie in ihrer vierten und womöglich letzten Rede zur Lage der Europäischen Union heute in Straßburg.“ Die Kommission werde ein „Paket für die Windkraft in Europa“ vorlegen, Genehmigungsverfahren sollen beschleunigt und Auktionssysteme „in der gesamten EU“ verbessert werden. In ihrer Rede habe Von der Leyen auch für eine zielstrebige Aufnahme weiterer Staaten geworben.

## Gleichnamige Europa-Konferenz
Unter dem gleichen Namen „The State of the Union“ (abgekürzt SOU) veranstaltet das Europäische Hochschulinstitut (EUI) seit 2011 jährlich im Umfeld des Europatages eine dreitägige Konferenz in Florenz. Die thematischen Schwerpunkte unterscheiden sich von Jahr zu Jahr, wobei ein Austausch zwischen Wissenschaft, Politik, Wirtschaft und Zivilgesellschaft zu europäischen Kernthemen angestrebt wird. In der Regel sind zahlreiche Vertreterinnen und Vertreter sowohl der EU-Mitgliedsstaaten als auch der Europäischen Institutionen anwesend; auch der amtierende Präsident der Europäischen Kommission nimmt teil.

## Kritik
Im Vorfeld der ersten Rede zur Lage der Union wurde diskutiert, ob Abgeordnete, die der Rede ohne Begründung fernbleiben, ihr Sitzungsgeld nicht ausbezahlt bekommen sollten. Diese Initiative, die garantieren sollte, dass Barroso nicht vor einem leeren Haus spricht, wurde von einzelnen Abgeordneten als „Angriff auf das freie Mandat gewertet“. Auch wurde kritisiert, dass Barroso die Bürger Europas nicht direkt ansprach, sondern sich nur an das Parlament wandte.